# Bakr El Asri
Bakr El Asri Mohsine (Sant Hilari Sacalm, 28 de enero de 2007) es un atleta español especialista en las pruebas de obstáculos y fondo. Ganó una medalla de oro en el Campeonato de Europa Sub-18 de 2024.

## Trayectoria deportiva
Bakr El Asri empezó a jugar al fútbol desde niño en Sant Hilari Sacalm, su localidad natal. A principios de 2022, animado por sus resultados en algún cross en que participaba de vez en cuando, entró en el club de atletismo de Lloret de Mar y en seguida se especializó en las carreras de obstáculos.
En 2024 llegó al Campeonato de Europa Sub-18 con la mejor marca europea del año en su prueba de 2000 m obstáculos y logró refrendarlo ganando la medalla de oro. Tras despedir el año batiendo el récord de España sub-18 de 5 km en ruta,, fue elegido mejor atleta del año de la Generación Atletismo (sub-18) por la RFEA.

## Competiciones internacionales
| Representando a España \| Año \| Competición \| Sede \| Puesto \| Prueba \| Marca \| \| ---- \| --------------------------- \| --------------- \| -------------- \| ------------ \| ------- \| \| 2024 \| Campeonato de Europa Sub-18 \| Banská Bystrica \| Medalla de oro \| 2000 m obst. \| 5:46.79 \| | Representando a España \| Año \| Competición \| Sede \| Puesto \| Prueba \| Marca \| \| ---- \| --------------------------- \| --------------- \| -------------- \| ------------ \| ------- \| \| 2024 \| Campeonato de Europa Sub-18 \| Banská Bystrica \| Medalla de oro \| 2000 m obst. \| 5:46.79 \| | Representando a España \| Año \| Competición \| Sede \| Puesto \| Prueba \| Marca \| \| ---- \| --------------------------- \| --------------- \| -------------- \| ------------ \| ------- \| \| 2024 \| Campeonato de Europa Sub-18 \| Banská Bystrica \| Medalla de oro \| 2000 m obst. \| 5:46.79 \| | Representando a España \| Año \| Competición \| Sede \| Puesto \| Prueba \| Marca \| \| ---- \| --------------------------- \| --------------- \| -------------- \| ------------ \| ------- \| \| 2024 \| Campeonato de Europa Sub-18 \| Banská Bystrica \| Medalla de oro \| 2000 m obst. \| 5:46.79 \| | Representando a España \| Año \| Competición \| Sede \| Puesto \| Prueba \| Marca \| \| ---- \| --------------------------- \| --------------- \| -------------- \| ------------ \| ------- \| \| 2024 \| Campeonato de Europa Sub-18 \| Banská Bystrica \| Medalla de oro \| 2000 m obst. \| 5:46.79 \| | Representando a España \| Año \| Competición \| Sede \| Puesto \| Prueba \| Marca \| \| ---- \| --------------------------- \| --------------- \| -------------- \| ------------ \| ------- \| \| 2024 \| Campeonato de Europa Sub-18 \| Banská Bystrica \| Medalla de oro \| 2000 m obst. \| 5:46.79 \| |
| Año | Competición | Sede | Puesto | Prueba | Marca |
| --- | --- | --- | --- | --- | --- |
| 2024 | Campeonato de Europa Sub-18 | Banská Bystrica | Medalla de oro | 2000 m obst. | 5:46.79 |